# La Carriole du Père Junier
La Carriole du Père Junier est une  peinture à l'huile sur toile de 97 × 129 cm  réalisée en 1908 par le peintre français Henri Rousseau.
Elle est conservée au Musée de l'Orangerie à Paris.

## Description
L'homme qui tient fièrement les rênes est Claude Junier avec sa famille, sa femme Anna, sa nièce et la fille de cette dernière, et ses animaux de compagnie (trois chiens et un cheval nommé Rose). L'autre homme au chapeau de paille est Rousseau lui-même.
Le groupe de personnages est parfaitement immobile et silencieux comme dans une pose photographique. Tout autour, se démarque en perspective, le vaste paysage d'une allée, exceptionnellement grande et étrangement déserte.

## Expositions
- Apollinaire critique d'art, Pavillon des Arts, Paris, 1993 — n°108.